# Вся президентская рать
«Вся президентская рать» (англ. All the President's Men) — художественный фильм 1976 года режиссера Алана Пакулы. Основан на одноимённой документальной книге журналистов Боба Вудворда и Карла Бернстейна, которые в 1973 году расследовали Уотергейтский скандал для газеты «Вашингтон пост». Четыре премии «Оскар».

## Сюжет
В руки сотрудников газеты «Вашингтон пост» попадают материалы, свидетельствующие о том, что представители администрации президента Никсона организовали тайное прослушивание в штаб-квартире своих политических оппонентов. Основную часть фильма занимают довольно рутинная работа по поиску свидетелей и упорные попытки заставить их говорить. В тот момент, когда расследование, казалось, зашло в тупик, журналистов поддерживает ответственный редактор газеты Говард Симонс. В итоге наиболее ценные показания дал тайный свидетель, настоящее имя которого не было раскрыто, но именно его показания приводят к публикации скандальных материалов на страницах газеты.
В конце фильма показывают экран телевизора, по которому передают присягу президента Никсона и сидящих рядом журналистов Вудворда и Бернстейна, не обращающих на это внимания, увлечённо работающих над новым материалом. В финальных кадрах отражены заголовки новостей о признаниях вины людьми Никсона, их приговорах, отставке Никсона и вступлении в должность президента Джеральда Форда.

## В ролях
- Дастин Хоффман — Карл Бернстейн
- Роберт Редфорд — Боб Вудворд
- Джек Уорден — Гарри Розенфельд
- Хэл Холбрук — свидетель «Глубокая глотка»
- Мартин Болсам — Говард Симонс[англ.], ответственный редактор газеты «Вашингтон Пост»
- Джейсон Робардс — Бен Брэдли
- Джейн Александер — Джуди Холбек
- Мередит Бакстер — Дебби Слоун
- Стивен Коллинз — Хью Слоун
- Нед Битти — Мартин Дардис
- Пенни Фуллер — Салли Эйкен
- Ф. Мюррей Абрахам — сержант Пол Липер
- Линдсей Краус — Кэй Эдди
- Полли Холлидей — секретарша Дардиса
- Доминик Кьянезе — Эухенио Мартинес
- Шеллдон Оллман — Не указан в титрах

## Премии
- 1977 — четыре премии «Оскар»
  - Лучшая мужская роль второго плана (Джейсон Робардс)
  - Лучшая работа художника-постановщика (Джордж Дженкинс, Джордж Джейнс)
  - Лучший сценарий-адаптация (Уильям Голдмен)
  - Лучший звук
- Номинации на «Оскар» ещё в четырёх категориях.
- 1977 — Номинации на премию BAFTA в десяти категориях
- 1977 — Номинации на премию Золотой глобус в четырёх категориях
- 1977 — Премия ассоциации кинокритиков Нью-Йорка
- 1977 — Премия Национального совета кинокритиков США
- Премия Гильдии сценаристов США за лучший адаптированный сценарий для драматического фильма.

## Последующее признание
- Американский институт киноискусства:
  - 100 самых остросюжетных американских фильмов за 100 лет по версии AFI (2001) — 57-е место
  - 100 лучших героев и злодеев по версии AFI (2003) — Вудворд и Бернстейн заняли 27-е место в списке героев
  - 100 лучших американских фильмов за 100 лет по версии AFI — 77-е место в обновлённом списке (2007)
  - 100 самых вдохновляющих американских фильмов за 100 лет по версии AFI (2006) — 34-е место
- Национальный реестр фильмов (2010)